# Pseudosturmia clavipalpis
Pseudosturmia clavipalpis är en tvåvingeart som beskrevs av Thompson 1966. Pseudosturmia clavipalpis ingår i släktet Pseudosturmia och familjen parasitflugor. Inga underarter finns listade i Catalogue of Life.